# Liste der Kulturdenkmäler in Wiesbaden-Biebrich
Die folgende Liste enthält die in der Denkmaltopographie ausgewiesenen Kulturdenkmäler auf dem Gebiet des Ortsteils Biebrich der  Stadt Wiesbaden, Hessen.
Hinweis: Die Reihenfolge der Denkmäler in dieser Liste orientiert sich an der Anschrift, alternativ ist sie auch nach der Bezeichnung oder der Bauzeit sortierbar.

Kulturdenkmäler werden fortlaufend im Denkmalverzeichnis des Landes Hessen durch das Landesamt für Denkmalpflege Hessen auf Basis des Hessischen Denkmalschutzgesetzes (HDSchG) geführt. Die Schutzwürdigkeit eines Kulturdenkmals hängt nicht von der Eintragung in das Denkmalverzeichnis des Landes Hessen oder der Veröffentlichung in der Denkmaltopographie ab.
Die Liste ist unvollständig.

## Adolf-Todt-Straße
| Bild           | Bezeichnung                                                      | Lage                                               | Beschreibung                 | Bauzeit              | Objekt-Nr. |
| -------------- | ---------------------------------------------------------------- | -------------------------------------------------- | ---------------------------- | -------------------- | ---------- |
| weitere Bilder | Wohnblock an der Ecke Adolf-Todt-Straße 12/Stettiner Straße 2/2a | Adolf-Todt-Straße 12 LageFlur: 54, Flurstück: 84/1 | Denkmalgeschützter Wohnblock | Ende 19. Jahrhundert |            |

## Am Schloßpark
| Bild           | Bezeichnung                 | Lage                                              | Beschreibung                                                                 | Bauzeit         | Objekt-Nr. |
| -------------- | --------------------------- | ------------------------------------------------- | ---------------------------------------------------------------------------- | --------------- | ---------- |
| weitere Bilder | Gasthaus Krone              | Am Schloßpark 1 LageFlur: 60, Flurstück: 42       | Barockes Gebäude                                                             | 17. Jahrhundert |            |
| weitere Bilder | Ehemaliges Gemeindebackhaus | Am Schloßpark 7 LageFlur: 53, Flurstück: 13       | Beherbergte bis 1810 das einzige Gemeindebackhaus Biebrichs                  | 1589            |            |
| weitere Bilder | Wohnhaus am Schlosspark 11  | Am Schloßpark 11 LageFlur: 54, Flurstück: 3/4     | Denkmalgeschütztes Wohnhaus am Schlosspark 11                                |                 |            |
| weitere Bilder | Wohnhaus am Schlosspark 27  | Am Schloßpark 27 LageFlur: 54, Flurstück: 15      | Denkmalgeschütztes Wohnhaus am Schlosspark 27                                |                 |            |
| weitere Bilder | Marienhaus                  | Am Schloßpark 29 LageFlur: 54, Flurstück: 39/1    | Marienhaus                                                                   | 18. Jahrhundert |            |
| weitere Bilder | Wohnhaus am Schlosspark 58  | Am Schloßpark 58 LageFlur: 59, Flurstück: 43/1    | Denkmalgeschütztes Wohnhaus und Hoftor am Schlosspark 58                     | 17. Jahrhundert |            |
| weitere Bilder | Wohnhaus am Schlosspark 62  | Am Schloßpark 62 LageFlur: 59, Flurstück: 46      | Denkmalgeschütztes Wohnhaus am Schlosspark 62                                | 1718            |            |
| weitere Bilder | Wohnhaus am Schlosspark 64  | Am Schloßpark 64 LageFlur: 59, Flurstück: 62/48   | Denkmalgeschütztes Wohnhaus am Schlosspark 64                                |                 |            |
| weitere Bilder | Ehemalige Mosbacher Schule  | Am Schloßpark 90 LageFlur: 60, Flurstück: 38/1    | Ehemalige Mosbacher Schule von 1705 bis 1820, Geburtshaus von Seligmann Baer | 1696            |            |
| weitere Bilder | Wohnhaus am Schlosspark 92  | Am Schloßpark 92 LageFlur: 60, Flurstück: 40/1    | Denkmalgeschütztes Fachwerkhaus                                              |                 |            |
| weitere Bilder | Hauptkirche                 | Am Schloßpark 96 LageFlur: 60, Flurstück: 42      | Spätbarocke Kirche                                                           | 1710–1716       |            |
| weitere Bilder | Wohnhaus am Schlosspark 103 | Am Schloßpark 103 LageFlur: 59, Flurstück: 157/26 | Denkmalgeschütztes Wohnhaus und Hoftor am Schlosspark 103                    |                 |            |
| weitere Bilder | Dilthey-Haus                | Am Schloßpark 129 LageFlur: 60, Flurstück: 118/34 | evangelisches Pfarrhaus                                                      | 1696            |            |

## Armenruhstraße
| Bild           | Bezeichnung                       | Lage                                            | Beschreibung                                         | Bauzeit | Objekt-Nr. |
| -------------- | --------------------------------- | ----------------------------------------------- | ---------------------------------------------------- | ------- | ---------- |
| weitere Bilder | Wohnhaus in der Armenruhstraße 23 | Armenruhstraße 23 LageFlur: 56, Flurstück: 83/1 | Denkmalgeschütztes Wohnhaus in der Armenruhstraße 23 | um 1850 |            |

## Bernhard-May-Straße
| Bild           | Bezeichnung | Lage                                                   | Beschreibung                              | Bauzeit | Objekt-Nr. |
| -------------- | ----------- | ------------------------------------------------------ | ----------------------------------------- | ------- | ---------- |
| weitere Bilder | Hammermühle | Bernhard-May-Straße 58 LageFlur: 24, Flurstück: 195/25 | Barockes Wohnhaus mit Wirtschaftsgebäuden | 1690    |            |

## Biebricher Allee
| Bild           | Bezeichnung                               | Lage                                                  | Beschreibung                                 | Bauzeit | Objekt-Nr. |
| -------------- | ----------------------------------------- | ----------------------------------------------------- | -------------------------------------------- | ------- | ---------- |
| weitere Bilder | Villa Biebricher Allee 107                | Biebricher Allee 107 LageFlur: 18, Flurstück: 1107/30 | Denkmalgeschützte Villa Biebricher Allee 107 | um 1900 |            |
| weitere Bilder | Empfangsgebäude des Bahnhof Landesdenkmal | Biebricher Allee 140 LageFlur: 22, Flurstück: 45/14   | Bahnhof an der Strecke der Aartalbahn        | 1907    |            |

## Elisabethenstraße
| Bild           | Bezeichnung                         | Lage                                               | Beschreibung                                           | Bauzeit | Objekt-Nr. |
| -------------- | ----------------------------------- | -------------------------------------------------- | ------------------------------------------------------ | ------- | ---------- |
| weitere Bilder | Wohnhaus in der Elisabethenstraße 6 | Elisabethenstraße 6 LageFlur: 53, Flurstück: 128/5 | Denkmalgeschütztes Wohnhaus in der Elisabethenstraße 6 |         |            |
| weitere Bilder | Älteste Schule von Biebrich         | Elisabethenstraße 31 LageFlur: 54, Flurstück: 38   | Älteste Schule von Biebrich von 1733–1820              | 1730    |            |

## Hubertusstraße
| Bild                                       | Bezeichnung                     | Lage                                            | Beschreibung | Bauzeit | Objekt-Nr. |
| ------------------------------------------ | ------------------------------- | ----------------------------------------------- | --- | ------- | ---------- |
| Rechts der Kirche sieht man das Küsterhaus | Küsterhaus der Herz-Jesu-Kirche | Hubertusstraße 2 LageFlur: 19, Flurstück: 352/2 | Backsteingebäude, bildet mit Kirche und Pfarrhaus ein geschütztes Einzeldenkmal gem. §2 Hessisches Denkmalschutzgesetz | um 1900 |            |

## Kreitzstraße
| Bild                                      | Bezeichnung                    | Lage                                          | Beschreibung | Bauzeit      | Objekt-Nr. |
| ----------------------------------------- | ------------------------------ | --------------------------------------------- | --- | ------------ | ---------- |
| weitere Bilder                            | Herz-Jesu-Kirche               | Kreitzstraße 1 LageFlur: 19, Flurstück: 352/2 | Neugotischer Backsteinbau in Kreuzform, bildet mit Pfarrhaus und Küsterhaus ein geschütztes Einzeldenkmal gem. §2 Hessisches Denkmalschutzgesetz | um 1897–1898 |            |
| Rechts der Kirche sieht man das Pfarrhaus | Pfarrhaus der Herz-Jesu-Kirche | Kreitzstraße 3 LageFlur: 19, Flurstück: 352/2 | Backsteingebäude, bildet mit Kirche und Küsterhaus ein geschütztes Einzeldenkmal gem. §2 Hessisches Denkmalschutzgesetz                          | um 1900      |            |

## Kasteler Straße
| Bild           | Bezeichnung                               | Lage                                               | Beschreibung                                        | Bauzeit | Objekt-Nr. |
| -------------- | ----------------------------------------- | -------------------------------------------------- | --------------------------------------------------- | ------- | ---------- |
| weitere Bilder | Empfangsgebäude des Bahnhof Wiesbaden Ost | Kasteler Straße 44 LageFlur: 34, Flurstück: 223/19 | Neobarockes Empfangsgebäude aus rotem Buntsandstein | 1906    |            |

## Mosburg
| Bild           | Bezeichnung | Lage                                 | Beschreibung     | Bauzeit   | Objekt-Nr. |
| -------------- | ----------- | ------------------------------------ | ---------------- | --------- | ---------- |
| weitere Bilder | Mosburg     | Mosburg 1 LageFlur: 45, Flurstück: 2 | Künstliche Ruine | 1805–1806 |            |

## Rathausstraße
| Bild           | Bezeichnung                        | Lage                                              | Beschreibung                                           | Bauzeit      | Objekt-Nr. |
| -------------- | ---------------------------------- | ------------------------------------------------- | ------------------------------------------------------ | ------------ | ---------- |
| weitere Bilder | Ehemaliges Postgebäude             | Rathausstraße 48 LageFlur: 36, Flurstück: 405/8   | Denkmalgeschütztes Postgebäude in der Rathausstraße 48 | 1890er Jahre |            |
| weitere Bilder | Rathaus Biebrich                   | Rathausstraße 63 LageFlur: 57, Flurstück: 19/4    | Architekt/Planer: Georg Friedrich Fürstchen            | 1875–1876    |            |
| weitere Bilder | Die ehemalige Herzog-Adolph-Schule | Rathausstraße 72 LageFlur: 58, Flurstück: 15/3    | Schulgebäude im Stile des Historismus                  | 1860         |            |
| weitere Bilder | Wohnhaus an der Rathausstraße 94   | Rathausstraße 94 LageFlur: 35, Flurstück: 428/211 | Denkmalgeschütztes Wohnhaus an der Rathausstraße 94    |              |            |

## Rettbergsaue
| Bild                                      | Bezeichnung                               | Lage | Beschreibung | Bauzeit | Objekt-Nr. |
| ----------------------------------------- | ----------------------------------------- | ---- | ------------ | ------- | ---------- |
| Restaurantgebäude des Strandbads Biebrich | Restaurantgebäude des Strandbads Biebrich | Lage |              | 1933    |            |

## Rheingaustraße
| Bild           | Bezeichnung                        | Lage                                              | Beschreibung                                                                   | Bauzeit      | Objekt-Nr. |
| -------------- | ---------------------------------- | ------------------------------------------------- | ------------------------------------------------------------------------------ | ------------ | ---------- |
| weitere Bilder | Schloss Biebrich                   | Rheingaustraße 140 LageFlur: 44, Flurstück: 1/2   | Barocke Dreiflügelanlage                                                       | Ab 1700      |            |
| weitere Bilder | Wohnhaus in der Rheingaustraße 144 | Rheingaustraße 144 LageFlur: 53, Flurstück: 7     | Denkmalgeschütztes Wohnhaus in der Rheingaustraße 144                          |              |            |
| weitere Bilder | Zollspeicher                       | Rheingaustraße 147a LageFlur: 52, Flurstück: 53/7 | Denkmalgeschützter Zollspeicher                                                | 1950er Jahre |            |
| weitere Bilder | Gasthof Hotel am Schloss Biebrich  | Rheingaustraße 148 LageFlur: 53, Flurstück: 4/2   | Denkmalgeschützter Gasthof Hotel am Schloss Biebrich an der Rheingaustraße 148 |              |            |
| weitere Bilder | Rheinkaserne                       | Rheingaustraße 186 Lage                           | Architekt/Planer: Frickhöfer                                                   | um 1860      |            |

## Rudolf-Vogt-Straße
| Bild           | Bezeichnung           | Lage                                                | Beschreibung                    | Bauzeit | Objekt-Nr. |
| -------------- | --------------------- | --------------------------------------------------- | ------------------------------- | ------- | ---------- |
| weitere Bilder | Biebricher Wasserturm | Rudolf-Vogt-Straße 6 LageFlur: 22, Flurstück: 131/5 | Wasserturm aus Ziegel-Mauerwerk | 1897    |            |

## Seligmann-Baer-Platz
| Bild           | Bezeichnung                                    | Lage                                                   | Beschreibung                     | Bauzeit | Objekt-Nr. |
| -------------- | ---------------------------------------------- | ------------------------------------------------------ | -------------------------------- | ------- | ---------- |
| weitere Bilder | Empfangsgebäude des Bahnhof Wiesbaden-Biebrich | Seligmann-Baer-Platz 21 LageFlur: 62, Flurstück: 80/14 | klassizistisches Empfangsgebäude | 1856    |            |

## Stettiner Straße
| Bild           | Bezeichnung                  | Lage                                              | Beschreibung                                               | Bauzeit | Objekt-Nr. |
| -------------- | ---------------------------- | ------------------------------------------------- | ---------------------------------------------------------- | ------- | ---------- |
| weitere Bilder | Wohnhaus Stettiner Straße 20 | Stettiner Straße 20 LageFlur: 56, Flurstück: 85/6 | Denkmalgeschütztes Fachwerkhaus in der Stettiner Straße 20 | um 1850 |            |

## Straße der Republik
| Bild                                 | Bezeichnung                          | Lage                                                               | Beschreibung                                                   | Bauzeit | Objekt-Nr. |
| ------------------------------------ | ------------------------------------ | ------------------------------------------------------------------ | -------------------------------------------------------------- | ------- | ---------- |
| weitere Bilder                       | Wohnhaus Straße der Republik 11      | Straße der Republik 11 LageFlur: 36, Flurstück: 720/38             | Denkmalgeschütztes Wohnhaus in der Straße der Republik 11      | um 1900 |            |
| weitere Bilder                       | Wohnhaus Straße der Republik 13      | Straße der Republik 13 LageFlur: 36, Flurstück: 40/2               | Denkmalgeschütztes Wohnhaus in der Straße der Republik 13      | um 1900 |            |
| weitere Bilder                       | Wohnhaus Straße der Republik 22      | Straße der Republik 22 LageFlur: 67, Flurstück: 34/18              | Denkmalgeschütztes Wohnhaus in der Straße der Republik 22      | um 1900 |            |
| weitere Bilder                       | Wohnhaus Straße der Republik 23 + 25 | Straße der Republik 23 + 25 LageFlur: 35, Flurstück: 804/175       | Denkmalgeschütztes Wohnhaus in der Straße der Republik 23 + 25 | um 1910 |            |
| Wohnhaus Straße der Republik 27 + 29 | Wohnhaus Straße der Republik 27 + 29 | Straße der Republik 27 + 29 LageFlur: 35, Flurstück: 176/6 + 176/5 | Denkmalgeschütztes Wohnhaus in der Straße der Republik 27 + 29 | um 1910 |            |
| weitere Bilder                       | Wohnhaus Straße der Republik 34      | Straße der Republik 34 LageFlur: 67, Flurstück: 104/5              | Denkmalgeschütztes Wohnhaus in der Straße der Republik 34      | um 1900 |            |
| Bild gesucht BW                      | Wohnhaus Straße der Republik 43      | Straße der Republik 43 LageFlur: 67, Flurstück: 65/18              | Denkmalgeschütztes Wohnhaus in der Straße der Republik 43      | 1901    |            |
| weitere Bilder                       | Wohnhaus Straße der Republik 53      | Straße der Republik 53 LageFlur: 67, Flurstück: 85/1               | Denkmalgeschütztes Wohnhaus in der Straße der Republik 53      | 1904    |            |

## Wilhelm-Tropp-Straße
| Bild           | Bezeichnung                                       | Lage                                                      | Beschreibung | Bauzeit   | Objekt-Nr. |
| -------------- | ------------------------------------------------- | --------------------------------------------------------- | --- | --------- | ---------- |
| weitere Bilder | Ehemaliges Lyzeum                                 | Wilhelm-Tropp-Straße 20 LageFlur: 58, Flurstück: 1/1      | Ehemaliges Lyzeum war bis 1910 Realschule | 1869–1871 |            |
| weitere Bilder | Wohnhaus in der Wilhelm-Tropp-Straße 21           | Wilhelm-Tropp-Straße 21 LageFlur: 36, Flurstück: 496/65   | Denkmalgeschütztes Wohnhaus in der Wilhelm-Tropp-Straße 21/Ecke Straße der Republik                                                          | 1909      |            |
| weitere Bilder | Feuerwache mit Schlauchturm und Feuerwehrwohnhaus | Wilhelm-Tropp-Straße 22 LageFlur: 36, Flurstück: 19/3     | Feuerwache mit Schlauchturm und Feuerwehrwohnhaus. Einzelkulturdenkmal                                                                       |           |            |
| weitere Bilder | Freiherr-von-Stein-Schule                         | Wilhelm-Tropp-Straße 26/26a LageFlur: 36, Flurstück: 21/1 | Freiherr-von-Stein-Schule. Das denkmalgeschützte Gebäude befindet sich an der Ecke Wilhelm-Tropp-Straße 26/26a und Straße der Republik 2a/2b | 1900      |            |

## Wuthsche Brauerei
| Bild           | Bezeichnung       | Lage                                             | Beschreibung                                                         | Bauzeit | Objekt-Nr. |
| -------------- | ----------------- | ------------------------------------------------ | -------------------------------------------------------------------- | ------- | ---------- |
| weitere Bilder | Wuthsche Brauerei | Wuthsche Brauerei 1 LageFlur: 30, Flurstück: 356 | Gründerzeitliche Bauwerk mit aus Stilmix aus Neoromanik und Neogotik | 1905    |            |